# Flaga gminy Mszana Dolna
Flaga gminy Mszana Dolna – flaga Gminy Mszana Dolna, której autorami są Wojciech Drelicharz, Zenon Piech i Barbara Widłak. Koncepcja flagi została zaakceptowana przez radę gminy 28 lutego 2000.

## Wygląd i symbolika
Prostokątny płat o proporcjach 5 : 8, dzielony w pas w proporcjach: 1 : 2 : 1; w barwach: czerwona, biała, czerwona. W pasie środkowym umieszczony herb gminy Mszana Dolna.